# Vrbovac (Blace)
Vrbovac (pronunciación en serbio: /Врбовац/) es una localidad situada en el municipio de Blace, en Serbia. Según el censo de 2022, tiene una población de 112 habitantes.